# Vietnamese feest- en herdenkingsdagen
Vietnamese feest- en herdenkingsdagen zijn dagen waarop in Vietnam iets gevierd of herdacht wordt. Op Vietnamese feestdagen wordt niet gewerkt. Mocht een feestdag op een zaterdag of zondag vallen, verschuift de vrije dag naar de maandag daarna. De Giỗ tổ Hùng Vương is een feestdag vanaf 2007.

## Feestdagen
| Datum                                                                | Naam feest            | Vertaling                  | Viering                                                                            | Vrije dagen |
| -------------------------------------------------------------------- | --------------------- | -------------------------- | ---------------------------------------------------------------------------------- | ----------- |
| 1 januari                                                            | Tết Dương Lịch        | Nieuwjaar                  | Eerste dag van het kalenderjaar                                                    | 1           |
| Laatste dag van de maankalender Wordt gevierd in januari of februari | Tết Nguyên Đán        | Vietnamees nieuwjaar       | Einde van de maankalender, eerste dag van de nieuwe maankalender                   | 5           |
| 10e dag van de derde lunatie Wordt gevierd in maart of april         | Giỗ tổ Hùng Vương     | Herinnering aan Hùng Vương | Dood van de Koningen van de Hồng Bàng Dynasty                                      | 1           |
| 30 april                                                             | Ngày Thống nhất       | Herenigingsdag             | Viering van Bevrijding van Saigon, einde Vietnamoorlog en reünificatie van Vietnam | 1           |
| 1 mei                                                                | Ngày Quốc tế Lao động | Dag van de Arbeid          | Viering van de meimaand                                                            | 1           |
| 2 september                                                          | Quốc khánh            | Nationale dag              | Verklaring van onafhankelijkheid en vorming van Noord-Vietnam                      | 1           |

## Herdenkingsdagen
Voor de herdenkingsdagen krijgen de Vietnamezen geen vrije dag.
| Datum       | Herdenkingsdag         | Vertaling                 |
| ----------- | ---------------------- | ------------------------- |
| 8 maart     | Quốc tế Phụ nữ         | Internationale Vrouwendag |
| 20 oktober  |                        | Vietnamese Vrouwendag     |
| 20 november | Ngày Nhà giáo Việt Nam | Vietnamese lerarendag     |
| 25 december | Giáng sinh             | Kerstmis                  |